# Neisseviaduct (Görlitz)

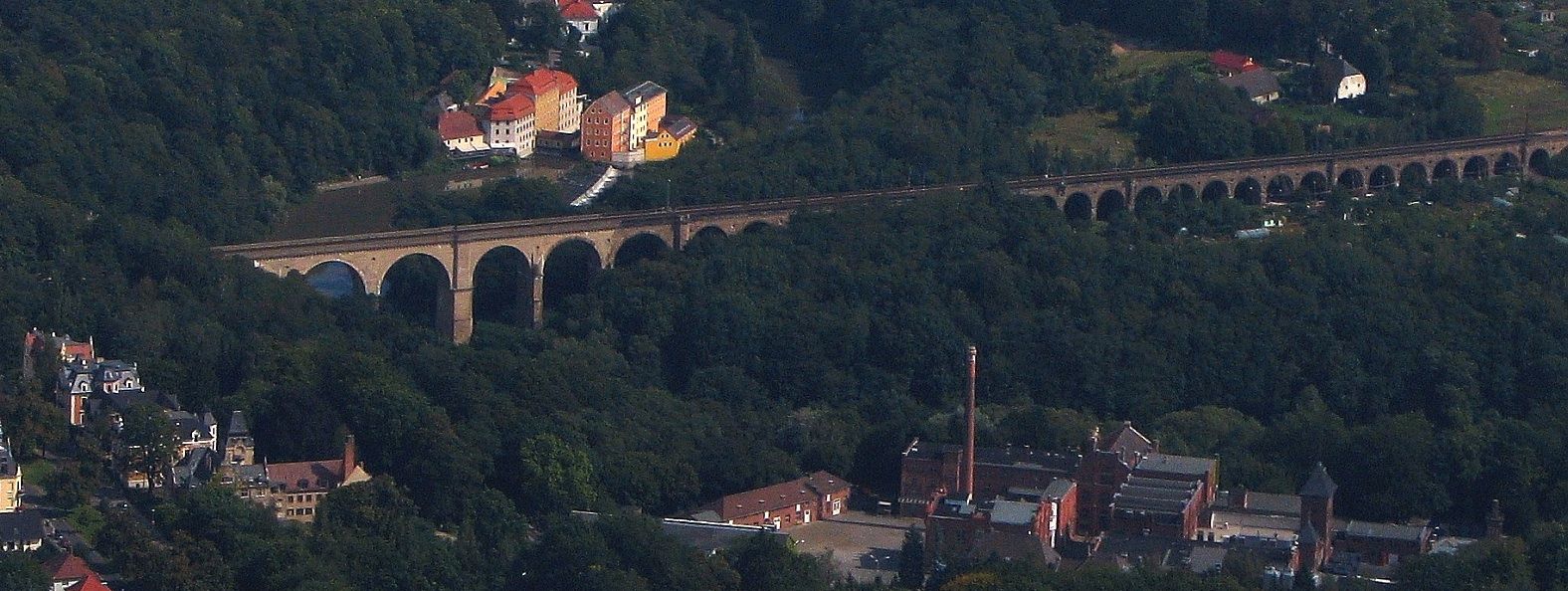
Neisseviaduct Görlitz

Het Neisseviaduct in Görlitz is een spoorwegbrug over de Neisse tussen Duitsland en Polen.
Het 475 m lange en tot 35 m hoge  viaduct behoort bij de grootste en oudste spoorwegbruggen van Duitsland. Het werd geopend op 26 augustus 1847 als deel van de spoorlijn tussen Dresden en Breslau.
Het viaduct overspant met 30 stenen bogen het Neissedal, waarvan drie effectief boven de rivier.  De overzijde ligt in de Poolse plaats Zgorzelec.
Vanaf 1923 werd de lijn geëlektrificeerd. Op 7 mei 1945 werden de drie westelijke bogen door de Wehrmacht met dynamiet opgeblazen. Ze werden in de periode 1952-1957 hersteld, en zijn aan het kleurverschil te herkennen.
De spoorlijn werd niet toen opnieuw geëlektrificeerd.
Het viaduct is nog in gebruik voor personenverkeer, en beperkt goederenverkeer. Sinds de sanering in 2013 is de maximumsnelheid 80 km/u.